# Estación Mechongué
Mechongué es una estación ferroviaria, ubicada en el Partido de General Alvarado, en la Provincia de Buenos Aires, Argentina

## Servicios
Es una pequeña estación del ramal perteneciente al Ferrocarril General Roca, desde la Estación Comandante Nicanor Otamendi, hasta la Estación San Agustín.